# FILharmonie
Die FILharmonie (voller Name Kultur & Kongress Zentrum FILharmonie Filderstadt) ist ein Kultur- und Kongresszentrum in Filderstadt. Sie ist ein kommunaler Eigenbetrieb der Stadt Filderstadt, wurde 1994 eingeweiht und ist eine nutzungsflexible Halle in der Region Stuttgart.

## Angebote
Die FILharmonie bietet Raum für kulturelle Veranstaltungen und für Kongresse, Tagungen und Messen. Das Kongresszentrum hat verschiedene Räumlichkeiten von 50 bis 2250 m² und fasst eine Kapazität von bis zu 2000 Besuchern. Hinzu kommt ein großer Außenbereich mit insgesamt 7000 m² sowie 500 Parkplätzen. Vor dem Haupteingang befindet sich als Wahrzeichen die Skulpturengruppe „Im Regenbogen“, welche anlässlich des zehnjährigen Jubiläums der Halle im Jahr 2004 von der Künstlerin rosalie geschaffen wurde.
Neben Kongressen, Tagungen und Seminaren finden im Kultur- und Kongresszentrum regelmäßig kulturelle Veranstaltungen wie Theateraufführungen, Musicals, Ballett, Oper und Konzerte statt. Zudem verfügt die FILharmonie Filderstadt über ein eigenes Abonnementprogramm für Kinder und Erwachsene. Weitere Veranstaltungen aus allen Genres finden ebenfalls in der Halle statt.

## Geschichte
Im Jahr 1984 wird die Arbeitsgruppe „Veranstaltungshallen“ im Filderstädter Gemeinderat konstituiert, in welchem zwei Jahre später der Auftrag zur vorbereitenden Planung erstellt wird. Am 3. Mai 1994 fand schließlich fand der offizielle Festakt zur Eröffnung der FILharmonie statt. Mit der Eröffnungsfeier und der Festwoche wurde die Vielfältigkeit der Halle von Anfang an gezeigt. Der Bau der Halle kostete 37 Millionen D-Mark. Zum 10-jährigen Geburtstag erhielt die FILharmonie 2004 die Skulptur „Im Regenbogen“ der Stuttgarter Künstlerin rosalie als Spende. Im Jahr 2013 wurde der Konferenzraum "Regenbogensaal" eröffnet. 2015 folgte ein Wandel im gastronomischen Bereich, als das Restaurant Kulisse einem Pächterwechsel weichen musste, und der neue Wintergarten entstand. 2018 erfolgte nach 25 Jahren eine Neubesetzung der Geschäftsführung.

## Besonderheiten
Das Kultur- und Kongresszentrum FILharmonie Filderstadt ist ein mehrfach ausgezeichnetes und ISO zertifiziertes Haus. Unter anderem besteht seit dem Jahr 2010 eine Patenschaft mit den Karl-Schubert-Werkstätten (KSW), einer beschützenden, betreuenden, ausbildenden und produzierenden Werkstätte für behinderte Menschen.

## Galerie

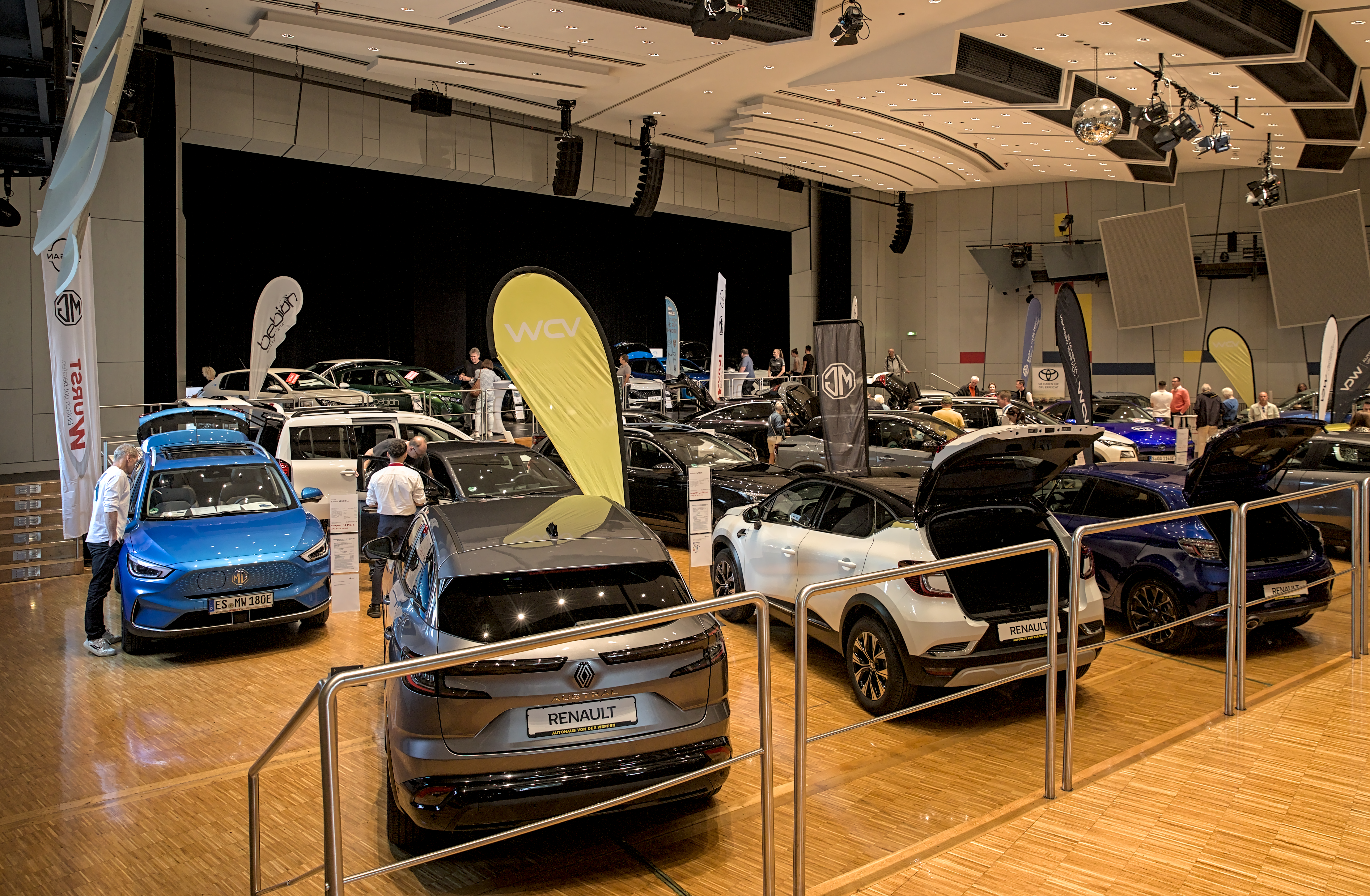
19. Autosalon Filderstadt (2023)
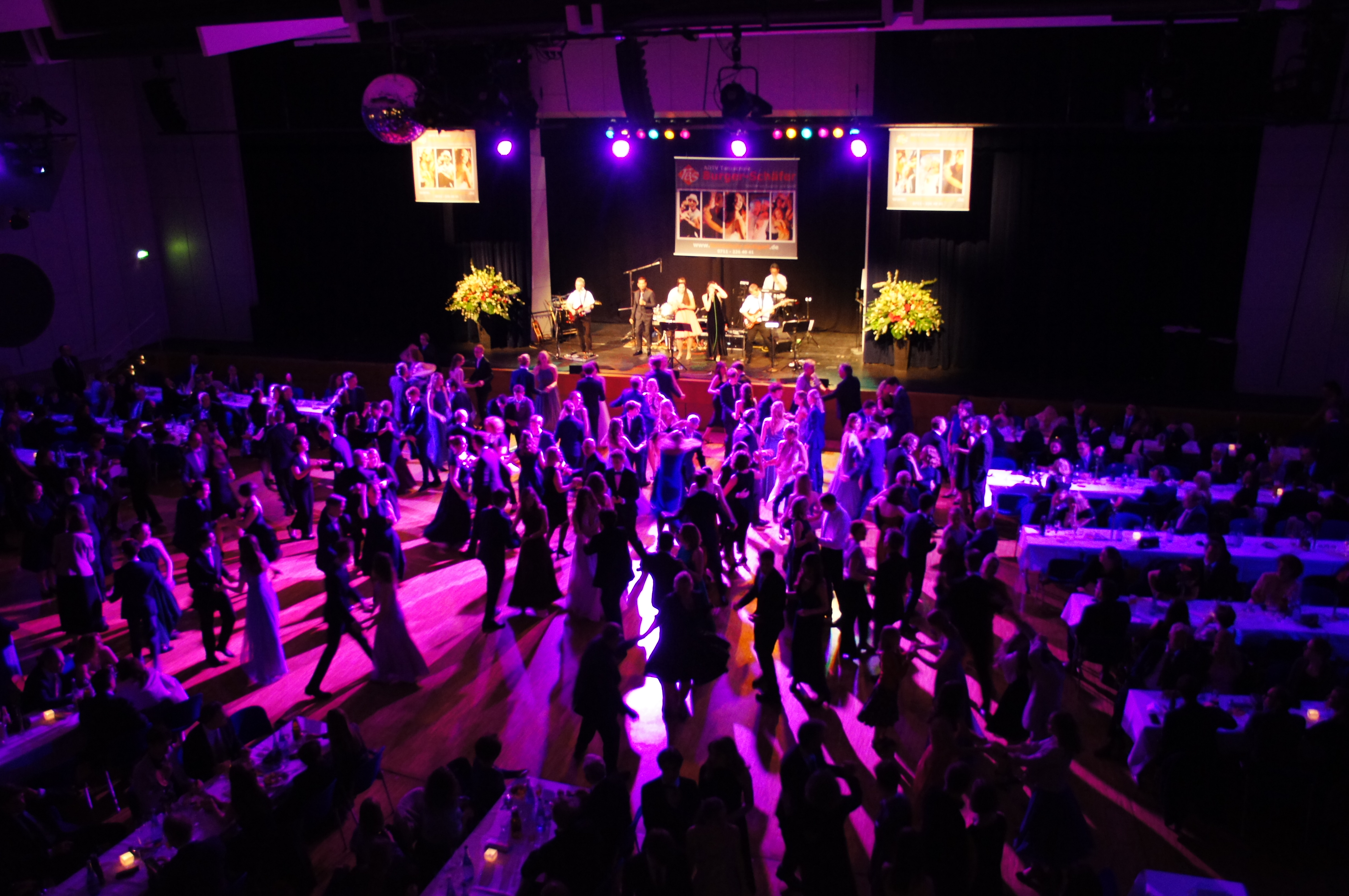
Tanzball (2022)
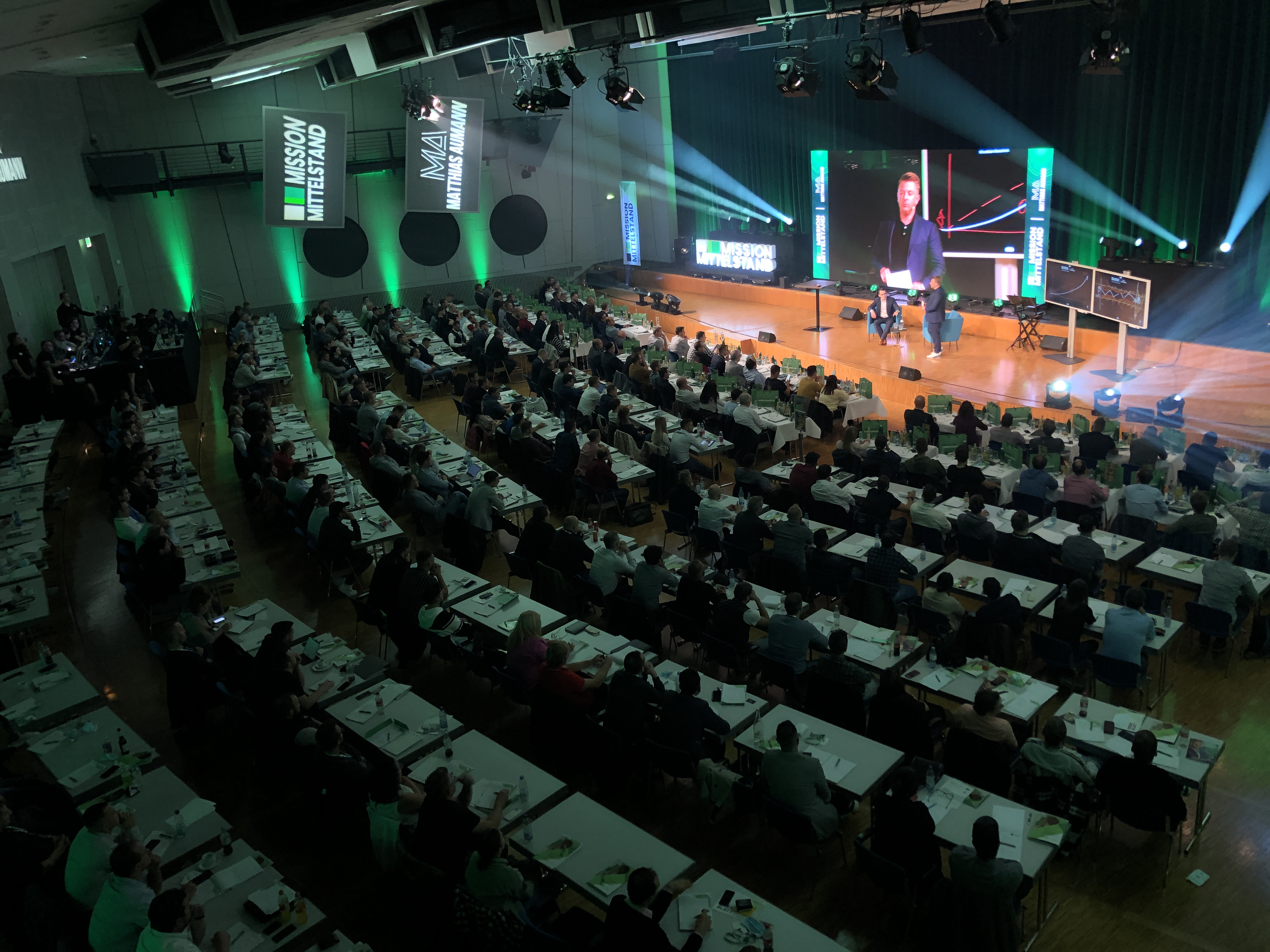
Kongress (2021)
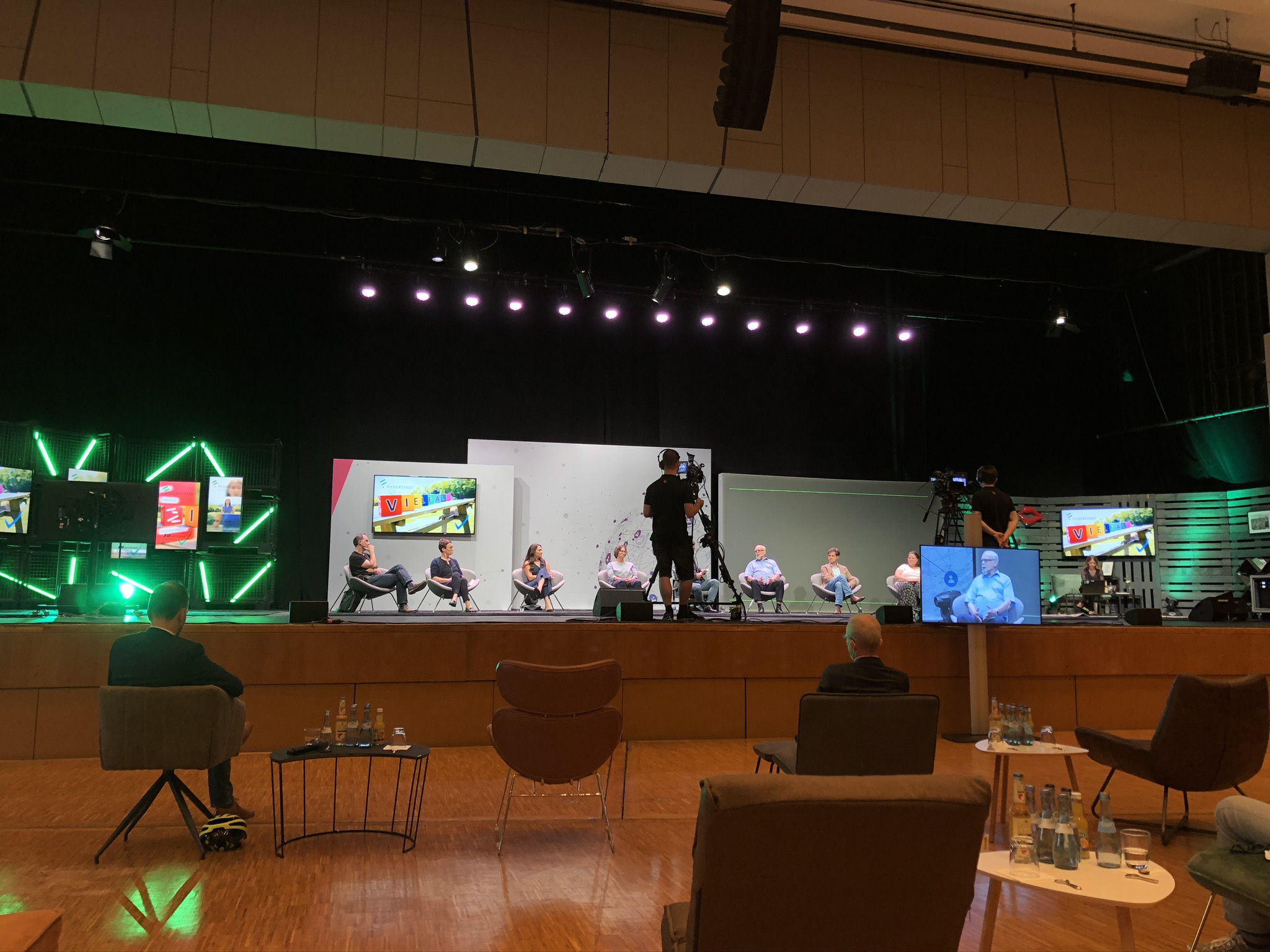
Hybridveranstaltung (2021)